# 阿尔瓦罗四世 (刚果)
阿尔瓦罗四世（Álvaro IV）是刚果王国1631-1636年在位的君主。
阿尔瓦罗四世属于基维鲁王朝，该家族自1567年开始获得王位，他是阿尔瓦罗三世之子，1622年父亲去世时他年仅十三岁，他没能直接继承王位，而由贵族金坎加王朝的两位国王在位四年，之后他的堂兄安布罗西奥一世夺回家族的王位，死后由阿尔瓦罗四世继位。但此后王国继续爆发内乱，在未来的君主阿尔瓦罗六世和加西亚二世的帮助下才保住王位。即位五年后，姆班巴（Mbamba）公爵丹尼尔·达席尔瓦（Daniel da Silva）便向王国都城圣萨尔瓦多进军，以“保护侄子免受外人侵害”为借口。国王逃至一处沼泽地与叛军作战，最终卢克尼家族（Lukeni）的阿尔瓦罗与加西亚两兄弟率领王军战胜了敌人，阿尔瓦罗四世恢复王位。1636年，他死于中毒，两兄弟的堂亲阿尔瓦罗五世继位，基维鲁王朝告终。